# Linea principale Hakodate
La linea principale Hakodate (函館本線?, Hakodate-honsen) è una delle principali linee ferroviarie nella prefettura di Hokkaidō, gestita da JR Hokkaido.
È inoltre la più antica linea ferroviaria della prefettura; il segmento fra Otaru e Sapporo fu infatti costruito nel 1880, mentre l'intera linea fu completata nel 1898. 
La linea attraversa l'isola da sud a nord, collegando le città di Hakodate e Asahikawa e passando attraverso altri centri importanti, fra cui il capoluogo prefetturale, Sapporo.
Presenta inoltre una diramazione al sud, che collega le stazioni di Ōnuma e Mori.
Per il futuro è prevista l'apertura dell'Hokkaidō Shinkansen, una ferrovia ad alta velocità che affiancherà la linea odierna.

## Tracciato
Il capolinea sud è fissato ad Hakodate, la principale città della parte meridionale dell'isola di Hokkaido. La stazione principale della città è la stazione di Hakodate; un'altra stazione importante è Goryōkaku, da dove si diparte la linea Esashi, che conduce verso Honshū.
Da Hakodate la linea prosegue verso nord; a Nanae il tracciato si divide in due percorsi separati che si ricongiungono ad Ōnuma, uno dei quali passa per varie stazioni minori, mentre sull'altro non si trovano fermate. Ad Onuma il tracciato principale prosegue verso nord, mentre verso nordest si diparte una diramazione per Ōshima-Sawara, che aggirando il monte Komaga si ricongiunge alla linea principale Hakodate a Mori.
Da qui in poi la ferrovia costeggia l'Oceano Pacifico fino ad Oshamanbe. Qui il tracciato vira verso l'entroterra per raggiungere la sottoprefettura di Shiribeshi; essendo questo tratto della linea poco agevole per via della montuosità, seppur non elevata, della regione, gli intercity fra Sapporo e il sud della prefettura proseguono sulla linea principale Muroran, che da Oshamanbe prosegue lungo la costa.

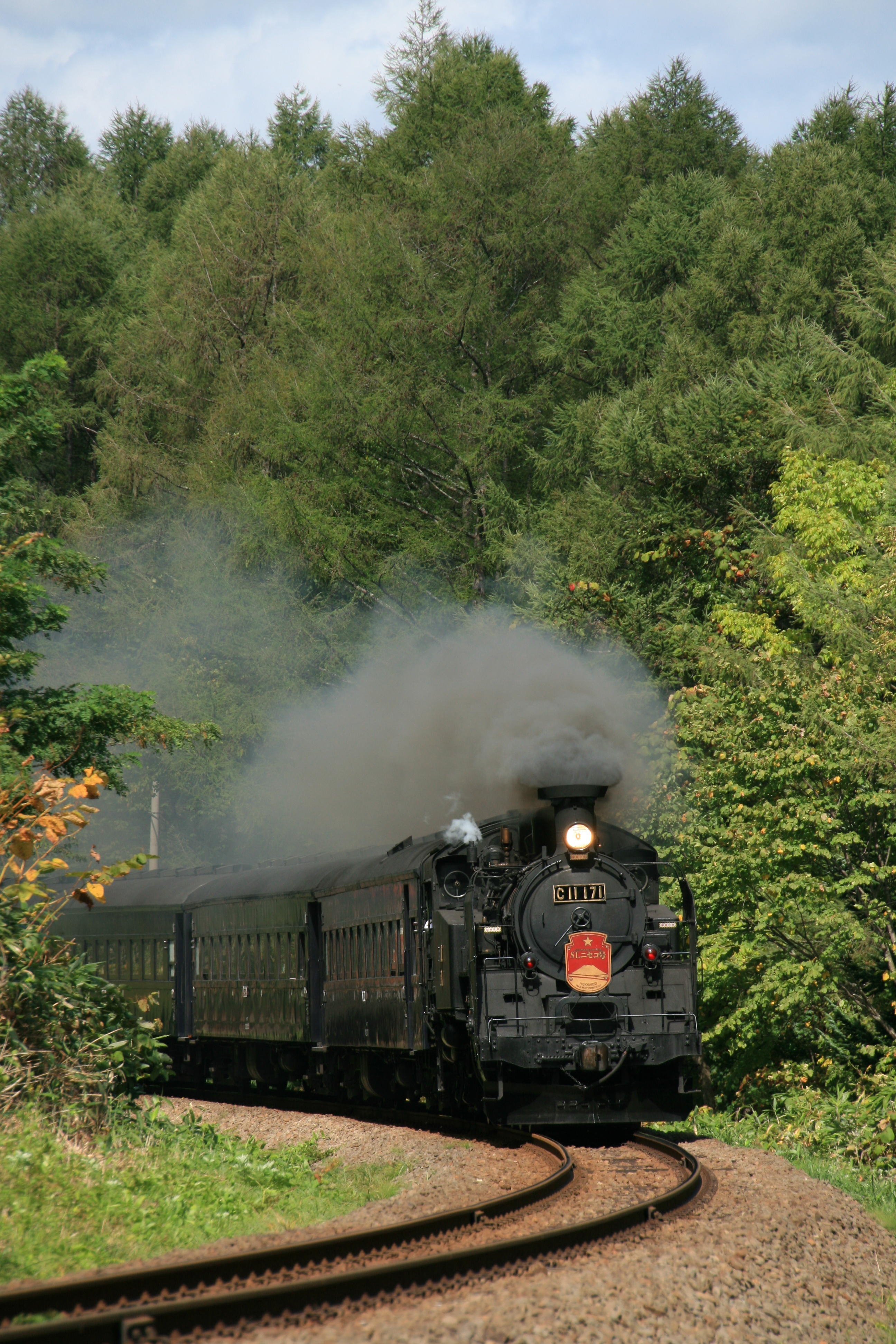
Un treno a vapore fra Shikaribetsu e Ginzan, nel tratto della linea che attraversa la sottoprefettura di Shiribeshi

La linea attraversa la sottoprefettura di Shiribeshi nella sua interezza, passando per il capoluogo di Kutchan e raggiungendo le coste del mar del Giappone. Di qui la linea prosegue per Otaru e raggiunge Sapporo, dalle cui stazioni di Sōen e Shiroishi si dipartono rispettivamente la linea Sasshō e la linea Chitose.
Da qui fino ad Asahikawa la linea percorre la pianura del fiume Ishikari, passando per Iwamizawa, Takikawa e Fukagawa, capolinea rispettivamente di linea principale Muroran, linea principale Nemuro e linea principale Rumoi.
La ferrovia termina ad Asahikawa, dove terminano anche le linee Furano e principale Soya, oltre che vari servizi della linea principale Sekihoku.

## Treni

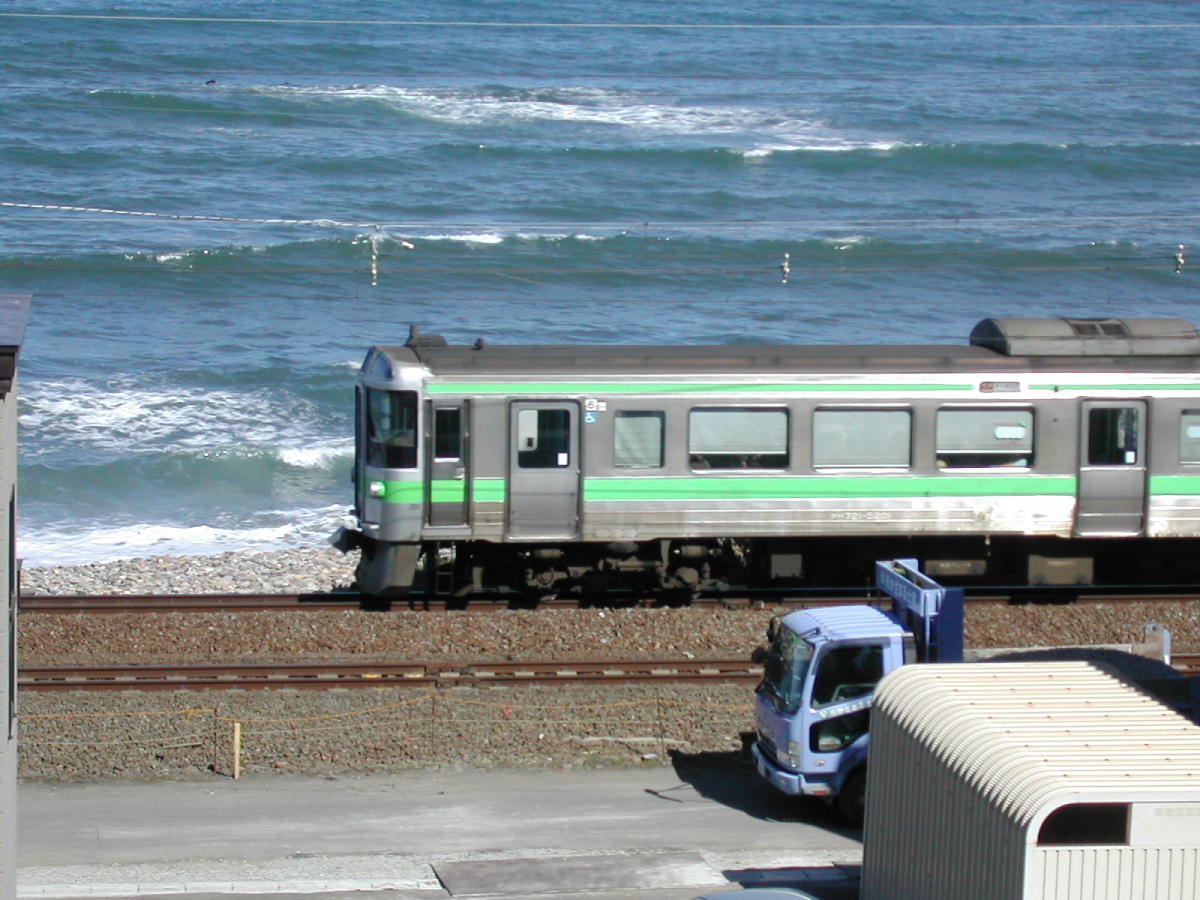
Un treno locale vicino alla stazione di Asari

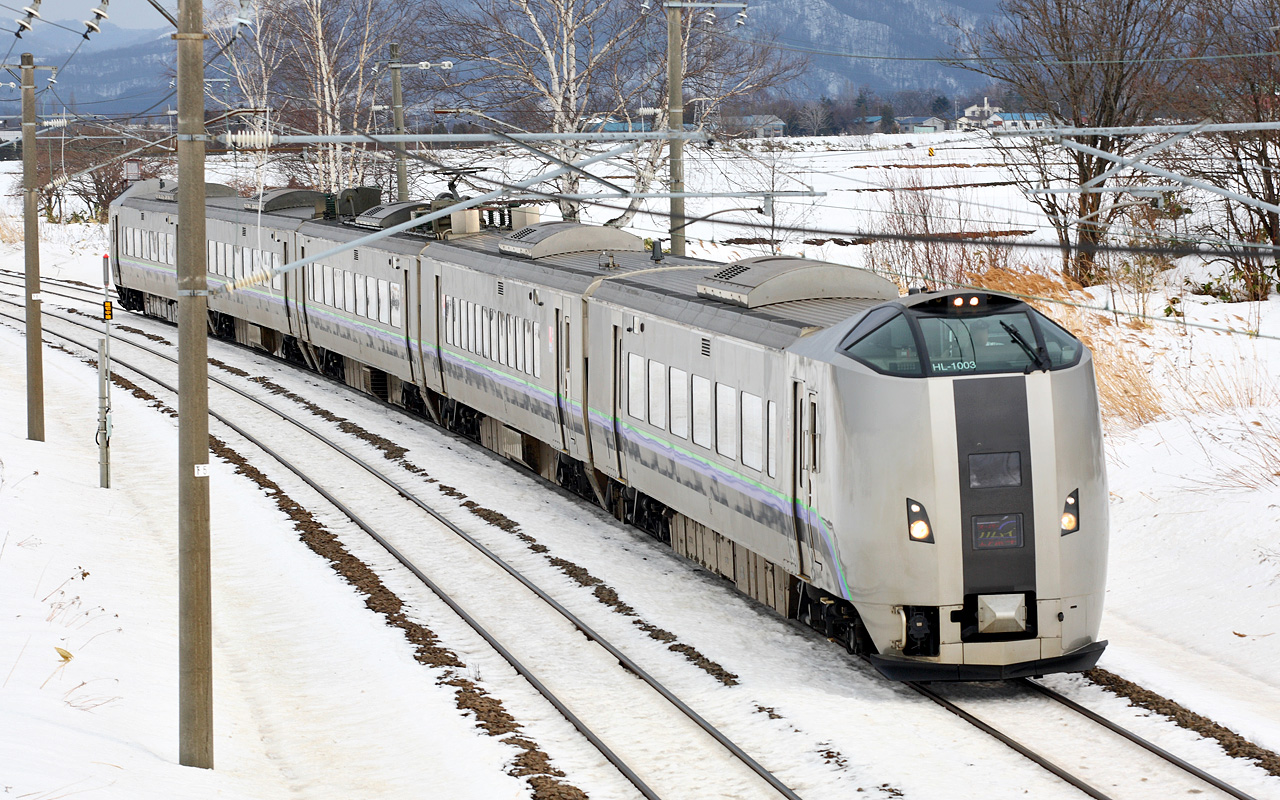
Il servizio intercity Super Kamui vicino a Bibai

La linea può essere suddivisa in quattro segmenti:
- Nel tratto fra Hakodate e Oshamanbe la linea è percorsa da tutti i treni notturni che da Honshū si portano verso Sapporo: l'Hokutosei, il Cassiopeia, il Twilight Express e l'Hamanasu. Provenienti dalla linea Esashi che termina a Goryōkaku, essi proseguono fino al capolinea di Hakodate dove invertono il senso di marcia e ripartono in direzione nord. Sul medesimo tratto transitano anche gli espressi Hokuto (treno) e Super Hokuto, che collegano Hakodate e il capoluogo prefetturale. Ad Oshamanbe i treni diretti al capoluogo prefetturale passano sulla linea principale Muroran.
- Il segmento fra Oshamanbe e Otaru è attraversato soltanto da pochi treni locali e, durante la stagione invernale, da speciali navette che collegano Sapporo con la località turistica di Niseko.
- Anche fra Otaru e Sapporo tutti i treni sono di carattere pendolare e locale fatta eccezione per qualche servizio Airport, ma trattandosi di una zona urbana densamente popolata, le corse sono molto più frequenti.
- Fra Sapporo e Asahikawa transitano il Super Kamui, l'Asahiyama Zoo Express e alcuni servizi Airport, talvolta combinati con il Kamui, che fanno la spola fra le due stazioni, oltre che tutti i treni diretti verso l'Hokkaido settentrionale, quali l'Okhotsk (treno), che collega il capoluogo ad Abashiri e il Super Soya e il Sarobetsu (treno) fra Sapporo e Wakkanai. Nel breve segmento fra Sapporo e Shiroishi ritroviamo inoltre tutti i treni provenienti da Hakodate e da Honshū e gli espressi per l'Hokkaido orientale, ossia il Tokachi (treno) e il Super Tokachi per Obihiro e il Super Ōzora per Kushiro. Tutti questi servizi provengono dalla linea Chitose.
- Sulla diramazione fra Mori e Ōnuma il servizio è soltanto locale.

| Num.                 | Stazione                  | Giapponese         | Distanza da Hakodate | Collegamenti                                                                              | Posizione (tutte le stazioni si trovano in Hokkaidō |
| -------------------- | ------------------------- | ------------------ | -------------------- | ----------------------------------------------------------------------------------------- | --------------------------------------------------- |
| H75                  | Hakodate                  | 函館               | 0,0 km               | Tram di Hakodate: ■ Linea 2 ■ Linea 5 (interscambio a Hakodate-Ekimae)                    | Hakodate                                            |
| H74                  | Goryōkaku                 | 五稜郭             | 3,4 km               | Hokkaido Railway Company (JR Hokkaido): - Linea Esashi (parte della linea Tsugaru-Kaikyō) | Hakodate                                            |
| H73                  | Kikyō                     | 桔梗               | 8,3 km               |                                                                                           | Hakodate                                            |
| H72                  | Ōnakayama                 | 大中山             | 10,4 km              |                                                                                           | Nanae                                               |
| H71                  | Nanae                     | 七飯               | 13,8 km              |                                                                                           | Nanae                                               |
| H70                  | Shin-Hakodate-Hokuto      | 新函館北斗         | 17,9 km              | Hokkaidō Shinkansen                                                                       | Hokuto                                              |
| H69                  | Niyama                    | 仁山               | 21,2 km              |                                                                                           | Nanae                                               |
| H68                  | Ōnuma                     | 大沼               | 27,0 km              | JR Hokkaido: - ■ Linea principale Hakodate (diramazione per Sawara)                       | Nanae                                               |
| H67                  | Ōnuma-Kōen                | 大沼公園           | 28,0 km              |                                                                                           | Nanae                                               |
| H66                  | Akaigawa                  | 赤井川             | 31,7 km              |                                                                                           | Mori                                                |
| H65                  | Komagatake                | 駒ヶ岳             | 36,5 km              |                                                                                           | Mori                                                |
| H62                  | Mori                      | 森                 | 49,5 km              | JR Hokkaido: - ■ Linea principale Hakodate (diramazione per Sawara)                       | Mori                                                |
| H58                  | Ishikura                  | 石倉               | 62,1 km              |                                                                                           | Mori                                                |
| H57                  | Otoshibe                  | 落部               | 66,1 km              |                                                                                           | Yakumo                                              |
| H56                  | Nodaoi                    | 野田生             | 71,4 km              |                                                                                           | Yakumo                                              |
| H55                  | Yamakoshi                 | 山越               | 76,6 km              |                                                                                           | Yakumo                                              |
| H54                  | Yakumo                    | 八雲               | 81,1 km              |                                                                                           | Yakumo                                              |
| H52                  | Yamasaki                  | 山崎               | 88,3 km              |                                                                                           | Yakumo                                              |
| H51                  | Kuroiwa                   | 黒岩               | 94,4 km              |                                                                                           | Yakumo                                              |
| H49                  | Kunnui                    | 国縫               | 102,8 km             |                                                                                           | Oshamanbe                                           |
| H47                  | Oshamanbe                 | 長万部             | 112,3 km             | JR Hokkaido: - ■ Linea principale Muroran                                                 | Oshamanbe                                           |
| S32                  | Futamata                  | 二股               | 120,9 km             |                                                                                           | Oshamanbe                                           |
| S30                  | Kuromatsunai              | 黒松内             | 132,3 km             |                                                                                           | Kuromatsunai                                        |
| S29                  | Neppu                     | 熱郛               | 140,4 km             |                                                                                           | Kuromatsunai                                        |
| S28                  | Mena                      | 目名               | 155,8 km             |                                                                                           | Rankoshi                                            |
| S27                  | Rankoshi                  | 蘭越               | 163,4 km             |                                                                                           | Rankoshi                                            |
| S26                  | Konbu                     | 昆布               | 170,3 km             |                                                                                           | Rankoshi                                            |
| S25                  | Niseko                    | ニセコ             | 179,6 km             |                                                                                           | Niseko                                              |
| S24                  | Hirafu                    | 比羅夫             | 186,6 km             |                                                                                           | Kutchan                                             |
| S23                  | Kutchan                   | 倶知安             | 193,3 km             |                                                                                           | Kutchan                                             |
| S22                  | Kozawa                    | 小沢               | 203,6 km             |                                                                                           | Kyōwa                                               |
| S21                  | Ginzan                    | 銀山               | 213,4 km             |                                                                                           | Niki                                                |
| S20                  | Shikaribetsu              | 然別               | 224,1 km             |                                                                                           | Niki                                                |
| S19                  | Niki                      | 仁木               | 228,2 km             |                                                                                           | Niki                                                |
| S18                  | Yoichi                    | 余市               | 232,6 km             |                                                                                           | Yoichi                                              |
| S17                  | Ranshima                  | 蘭島               | 237,9 km             |                                                                                           | Otaru                                               |
| S16                  | Shioya                    | 塩谷               | 244,8 km             |                                                                                           | Otaru                                               |
| S15                  | Otaru                     | 小樽               | 252,5 km             |                                                                                           | Otaru                                               |
| S14                  | Minami-Otaru              | 南小樽             | 254,1 km             |                                                                                           | Otaru                                               |
| S13                  | Otaru-Chikkō              | 小樽築港           | 256,2 km             |                                                                                           | Otaru                                               |
| S12                  | Asari                     | 朝里               | 259,3 km             |                                                                                           | Otaru                                               |
| S11                  | Zenibako                  | 銭函               | 268,1 km             |                                                                                           | Otaru                                               |
| S10                  | Hoshimi                   | ほしみ             | 271,0 km             |                                                                                           | Teine, Sapporo                                      |
| S09                  | Hoshioki                  | 星置               | 272,6 km             |                                                                                           | Teine, Sapporo                                      |
| S08                  | Inaho                     | 稲穂               | 273,7 km             |                                                                                           | Teine, Sapporo                                      |
| S07                  | Teine                     | 手稲               | 275,7 km             |                                                                                           | Teine, Sapporo                                      |
| S06                  | Inazumi-Kōen              | 稲積公園           | 277,0 km             |                                                                                           | Teine, Sapporo                                      |
| S05                  | Hassamu                   | 発寒               | 279,2 km             |                                                                                           | Nishi, Sapporo                                      |
| S04                  | Hassamu-Chūō              | 発寒中央           | 281,0 km             |                                                                                           | Nishi, Sapporo                                      |
| S03                  | Kotoni                    | 琴似               | 282,5 km             |                                                                                           | Nishi, Sapporo                                      |
| S02                  | Sōen                      | 桑園               | 284,7 km             | JR Hokkaido: - ■ Linea Sasshō                                                             | Chūō, Sapporo                                       |
| 01                   | Sapporo                   | 札幌               | 286,3 km             | Linea Nanboku (N06) Linea Tōhō (H07)                                                      | Kita, Sapporo                                       |
| H02                  | Naebo                     | 苗穂               | 288,5 km             |                                                                                           | Chūō, Sapporo                                       |
| H03                  | Shiroishi                 | 白石 (JR北海道)    | 292,1 km             | JR Hokkaido: - ■ Linea Chitose                                                            | Shiroishi, Sapporo                                  |
|                      | Terminal Merci di Sapporo | 札幌貨物ターミナル | 295,1 km             |                                                                                           | Shiroishi, Sapporo                                  |
| A04                  | Atsubetsu                 | 厚別               | 296,5 km             |                                                                                           | Atsubetsu, Sapporo                                  |
| A05                  | Shinrin-Kōen              | 森林公園           | 298,5 km             |                                                                                           | Atsubetsu, Sapporo                                  |
| A06                  | Ōasa                      | 大麻               | 300,8 km             |                                                                                           | Ebetsu                                              |
| A07                  | Nopporo                   | 野幌               | 304,2 km             |                                                                                           | Ebetsu                                              |
| A08                  | Takasago                  | 高砂               | 305,5 km             |                                                                                           | Ebetsu                                              |
| A09                  | Ebetsu                    | 江別               | 307,3 km             |                                                                                           | Ebetsu                                              |
| A10                  | Toyohoro                  | 豊幌               | 313,5 km             |                                                                                           | Ebetsu                                              |
| A11                  | Horomui                   | 幌向               | 316,7 km             |                                                                                           | Iwamizawa                                           |
| A12                  | Kami-Horomui              | 上幌向             | 322,6 km             |                                                                                           | Iwamizawa                                           |
| A13                  | Iwamizawa                 | 岩見沢             | 326,9 km             | JR Hokkaido: - Linea Principale Muroran                                                   | Iwamizawa                                           |
| A14                  | Minenobu                  | 峰延               | 335,3 km             |                                                                                           | Bibai                                               |
| A15                  | Kōshunai                  | 光珠内             | 339,8 km             |                                                                                           | Bibai                                               |
| A16                  | Bibai                     | 美唄               | 343,7 km             |                                                                                           | Bibai                                               |
| A17                  | Chashinai                 | 茶志内             | 348,1 km             |                                                                                           | Bibai                                               |
| A18                  | Naie                      | 奈井江             | 354,3 km             |                                                                                           | Naie                                                |
| A19                  | Toyonuma                  | 豊沼               | 359,0 km             |                                                                                           | Sunagawa                                            |
| A20                  | Sunagawa                  | 砂川               | 362,2 km             |                                                                                           | Sunagawa                                            |
| A21                  | Takikawa                  | 滝川               | 369,8 km             | JR Hokkaido: - ■ Linea principale Nemuro                                                  | Takikawa                                            |
| A22                  | Ebeotsu                   | 江部乙             | 378,2 km             |                                                                                           | Takikawa                                            |
| A23                  | Moseushi                  | 妹背牛             | 358,7 km             |                                                                                           | Moseushi                                            |
| A24                  | Fukagawa                  | 深川               | 392,9 km             | JR Hokkaido: - Linea principale Rumoi                                                     | Fukagawa                                            |
| A25                  | Osamunai                  | 納内               | 400,3 km             |                                                                                           | Fukagawa                                            |
| A27                  | Chikabumi                 | 近文               | 419,1 km             |                                                                                           | Asahikawa                                           |
| A28                  | Asahikawa                 | 旭川               | 423,1 km             | JR Hokkaido: - ■ Linea Furano - ■ Linea principale Sōya                                   | Asahikawa                                           |
| "Sawara branch line" |                           |                    |                      |                                                                                           |                                                     |
| H68                  | Ōnuma                     | 大沼               | 0,0 km               | JR Hokkaido: - ■ Linea principale Hakodate (tracciato principale)                         | Nanae                                               |
| N68                  | Shikabe                   | 鹿部               | 14,6 km              |                                                                                           | Shikabe                                             |
| N67                  | Oshima-Numajiri           | 渡島沼尻           | 20,0 km              |                                                                                           | Mori                                                |
| N66                  | Oshima-Sawara             | 渡島砂原           | 25,3 km              |                                                                                           | Mori                                                |
| N65                  | Kakarima                  | 掛澗               | 29,0 km              |                                                                                           | Mori                                                |
| N64                  | Oshironai                 | 尾白内             | 31,9 km              |                                                                                           | Mori                                                |
| N63                  | Higashi-Mori              | 東森               | 33,5 km              |                                                                                           | Mori                                                |
| H62                  | Mori                      | 森                 | 35,3 km              | JR Hokkaido: - ■ Linea principale Hakodate (tracciato principale)                         | Mori                                                |